# Karl Baring
Karl Baring, früher auch Carl Baring (* 2. Oktober 1803 in Göttingen; † 23. Februar 1868 in Obershagen) war ein evangelisch-lutherischer Pastor, Schriftsteller sowie Genealoge.

## Familie
Baring war der Sohn des Postbeamten Georg Friedrich August Baring (1768–1823) und Georgine Friedrike Eleonore geb. Ziel (1777–1826). Baring heiratete am 13. September 1829 in Burgdorf Emilie geb. Schneider (1807–1863). Das Ehepaar Baring hatte acht Kinder, darunter William Georg Ernst Baring und Natalie Eleonore Helene Baring.

## Leben und Wirken
Baring besuchte ab 1819 das Gymnasium in Göttingen und immatrikulierte sich 1821 für ein Studium der Theologie an der Universität Göttingen. Baring erlebte die Auswanderungen der Göttinger Studentenschaft und den in Tätlichkeiten ausartenden Streit mit Polizei und Behörden, so dass auch er in ein nahes Dorf außerhalb der Stadt zog, wo er im Hause eines Pastors wohnte. Im Sommer 1822 erfolgte Barings Verlobung mit der Tochter eines Juristen, die allerdings im Herbst 1824 wieder gelöst wurde. Ab Ostern 1824 war Baring für ein Jahr Hauslehrer in der Familie des Juristen und Assessors Meyer in Bergen bei Celle.

Nach einem guten theologischen Examen wurde Baring zuerst Rektor in Burgdorf, ab 1834 Pastor in Obershagen bei Burgdorf in der Kircheninspektion Celle. In Obershagen interessierte und engagierte er sich auch für die wirtschaftlichen Interessen seiner Gemeinde, u. a. bei der Gemarkungsteilung. Er hatte auch anerkannte Verdienste um die Anhebung der Erträge der Bauern in der Landwirtschaft. 1848 begrüßte er die ausgebrochene Revolution, die am 20. März in Celle angekommen war. Am 31. März desgleichen Jahres schrieb er:
„Wer Freiheit für sich will, muß sie auch für andere wollen. Ich möchte deshalb laut hinaus ins Land rufen: Großes Deutschland einige dich in Freiheit, aber gieb Polen, Italien, Slavonien, Ungarn frei, die nur deine Kraft lähmen!“
Am 19. April 1848 verfasste Baring eine Petition an die Ständeversammlung zu Gunsten der Arbeiterschaft. Am 17. Februar 1849 hielt Baring in der Volksversammlung zu Burgdorf eine Rede gegen einzelne Bestimmungen der geplanten eneuen Reichsgrundrechte. 1853 bemängelte er, dass „sich die theologische Welt so verwandelt habe, dass es unter 50 Predigern noch kaum einen einzigen Rationalist gäbe“. Im Februar 1864 war er Mitunterzeichner eines Aufrufes der evangelischen Kirche des Königreiches Hannover an die Geistlichen des Herzogtums Holstein, die durch Verweigerung des vom dänischen König Christian IX. geforderten Homagial-Eides sich zu den Rechten ihres Landes bekannt haben.
Baring arbeitete an der Genealogie seiner Familie und veröffentlichte als Schriftsteller in Volksblättern Parabeln, Novellen und Erzählungen sowie auch Nachrufe im Neuen Nekrolog der Deutschen. Handschriftlich hinterließ er die Lebenserinnerungen aus seiner Kindheits- und Jugendzeit sowie mehrere Tagebücher aus späterer Zeit, von denen einige verloren gegangen sind. Erhalten blieben Tagebücher aus den 1840er und 1850er Jahren.